# Emanuele Barbella

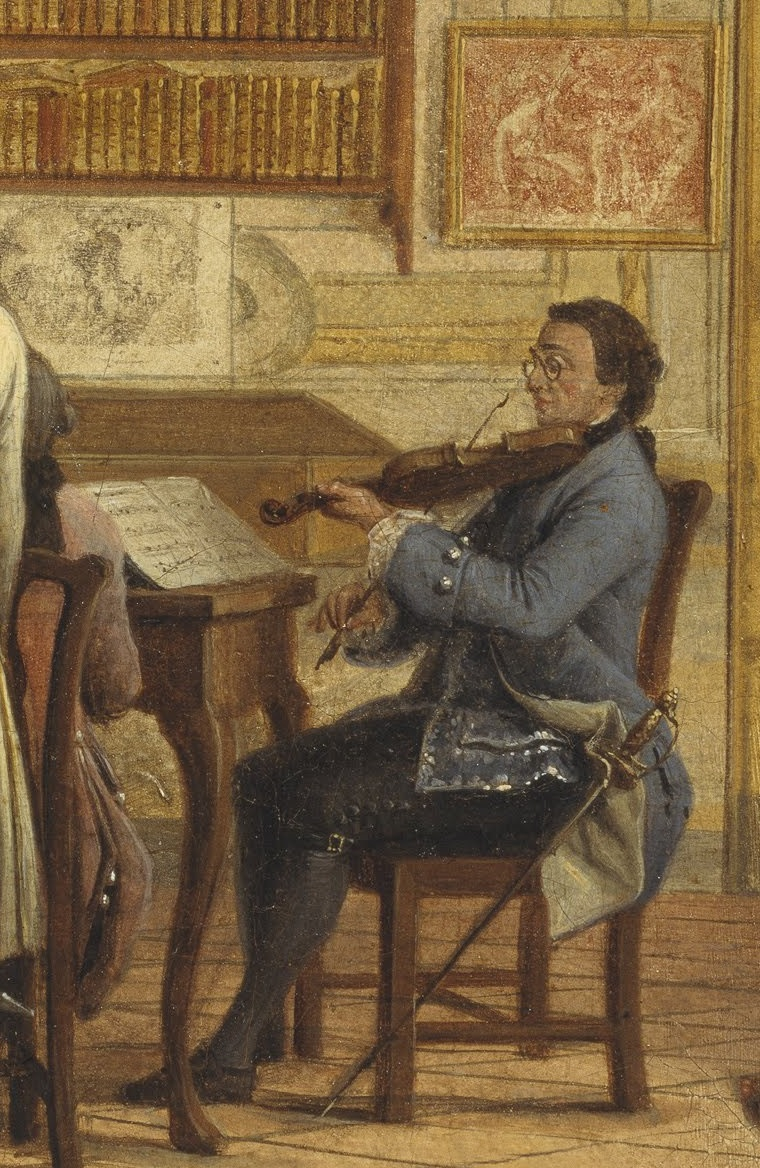
Pietro Fabris, Emanuele Barbella, 1770

Emanuele Barbella (*  14. April 1718 in Neapel; † 10. Januar 1777 ebenda) war ein italienischer Geiger und Komponist der neapolitanischen Schule.

## Leben und Wirken
Emanuele Barbella erhielt im frühen Kindesalter Violinunterricht von seinem Vater Francesco Barbella, dem „maestro d'instrumenti ad arco“ am „Conservatorio di Santa Maria di Loreto“. Nach dem Tod des Vaters 1732 hatte er verschiedene Geigenlehrer, darunter vor allem Pasquale Bini, ein Schüler Giuseppe Tartinis. Kompositionsunterricht erhielt er von Michele Caballone (1692–1740) und Leonardo Leo. Möglicherweise stand er im Austausch mit Padre Martini, dem er seinen Canone all’unisone vorlegte. Barbella war Lehrer und Violinist an mehreren wichtigen Musikinstitutionen in Neapel und ab 1753 erster Geiger am Teatro Nuovo. 1756 wurde er Mitglied der Capella Reale und ab 1761 im Teatro San Carlo.
Auf Empfehlung Felice Giardinis war Barbella der wichtigste Ansprechpartner Charles Burneys bei dessen Erkundungen in der Musikwelt Neapels.
Barbellas relativ schlichte Kompositionen sind dem galanten Stil zuzurechnen. Einige seiner Sammlungen wurden teils mehrfach in Frankreich oder England veröffentlicht, dies erklärt die weite Verbreitung und die Beliebtheit seiner Werke, die teils auch in Violinschulen übernommen wurden.

## Werke (Auswahl)
- Elmira generosa (Opera buffa, Libretto von Pietro Trinchera, in Zusammenarbeit mit Nicola Bonifacio Logroscino, Neapel, 1753)
- 2 Concerti
- 12 Triosonaten für 2 Violinen und B. c. (violino, violetta e basso)
- 6 trii per violino e violoncello
- 33 Duetti per 2 Violini
- 12 Soli für Violine und Bass
- 17 Sonaten für Violine und Bass
- 6 Sonaten für 2 Violinen, Violoncello und Cembalo
- 6 Sonaten für Violine und Violoncello
- 4 Sonaten für 2 Mandolinen
- 3 Triosonaten für 2 Violinen und B. c.
- 3 Sonate für 2 Violinen
- Sonate für 2 Mandolinen und B. c.